# 池森昭
池森 昭（いけもり あきら、1953年〈昭和28年〉 - 2013年〈平成25年〉1月18日）は、日本の警察官。階級は警部、群馬県警察本部交通部交通指導課交通捜査室交通事故鑑識官。

## 略歴
1953年（昭和28年）群馬県太田市に生まれる。19歳で群馬県の警察官に採用され、1972年（昭和47年）警察学校に入校。27歳で轢き逃げ捜査班に配属。1982年（昭和47年）交通指導課配属。2008年（平成20年）10月、群馬県警初の警察庁「広域技能指導官」となる。
2010年（平成22年）11月15日 - 『プロフェッショナル 仕事の流儀』「はいつくばれ、その先に真実がある」（NHK総合テレビジョン）に出演。
2011年（平成23年）11月、膵臓癌が発覚し、医師からは余命一年未満と宣告される。2013年（平成25年）1月18日、死去。59歳没。任警視。

## 参考資料
- 『プロフェッショナル 仕事の流儀』（NHK総合テレビジョン）2010年11月15日放送